# Rivière Vassan
Rivière Vassan är ett vattendrag i Kanada.   Det ligger i provinsen Québec, i den sydöstra delen av landet, 400 km nordväst om huvudstaden Ottawa.
Runt Rivière Vassan är det ganska tätbefolkat, med 72 invånare per kvadratkilometer.